# Biliran (municipalité)
Pour les articles homonymes, voir Biliran (homonymie).
Biliran est une municipalité de la province de Biliran sur l'île de Biliran aux Philippines.
Au recensement de 2007 il y avait 14 947 habitants.

## Barangays
- Bato
- Burabod
- Busali
- Hugpa
- Julita
- Canila
- Pinangumhan
- San Isidro
- San Roque
- Sanggalang
- Villa Enage